# Fujian-Zypresse
Der Fujian-Zypresse (Fokienia hodginsii (Dunn) A. Henry & H. H. Thomas , Syn.: Cupressus hodginsii Dunn, Fokienia kawaii Hayata, Fokienia maclurei Merr.) ist die einzige Pflanzenart der Gattung Fokienia, sie gehört zur Unterfamilie Cupressoideae in der Familie der Zypressengewächse (Cupressaceae).  

## Beschreibung

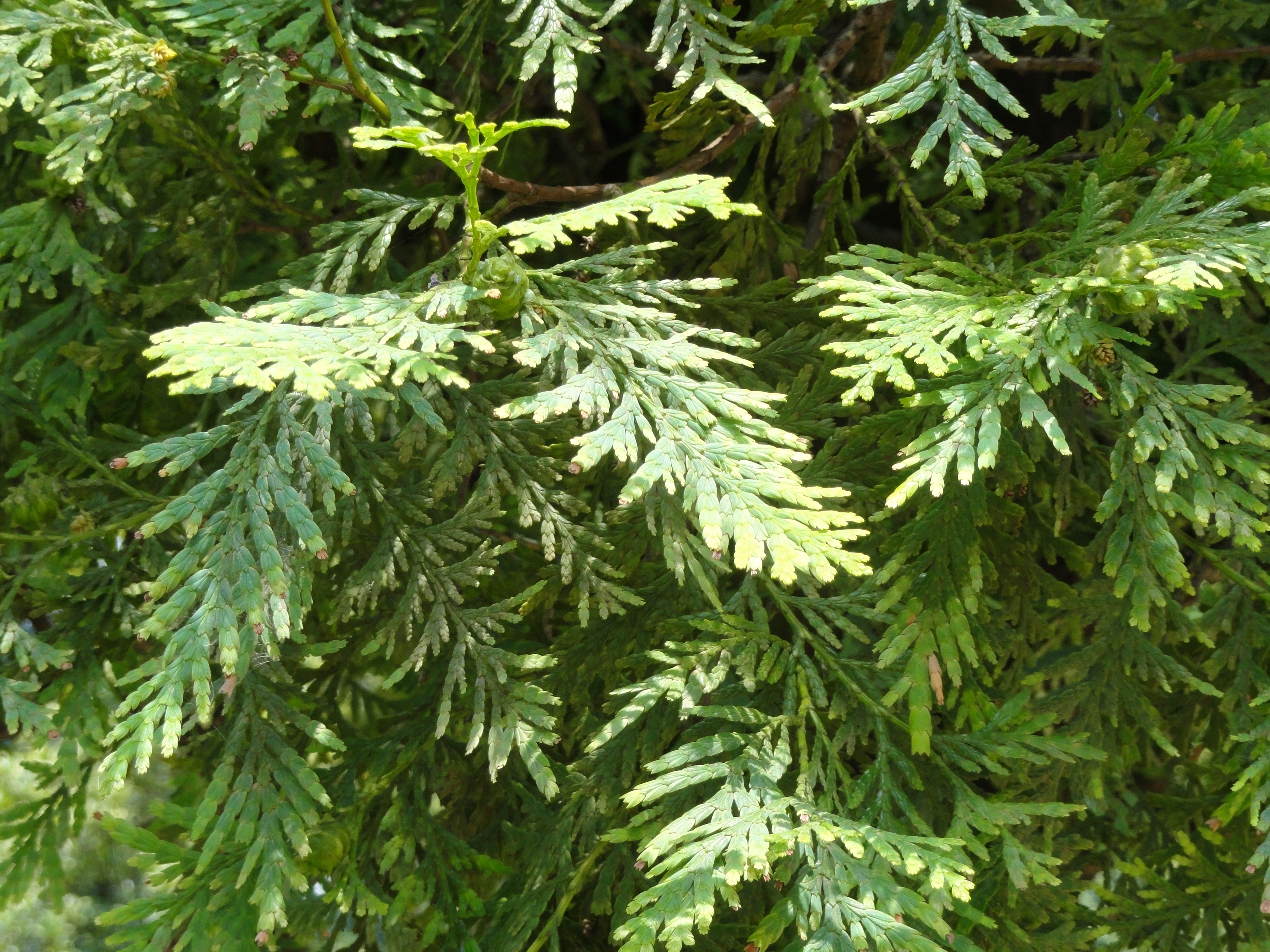
Zweige mit Blättern

Die Fujian-Zypresse ist ein immergrüner Baum, der Wuchshöhen von 25 bis 35 Meter und Stammdurchmesser von 2 Meter erreicht. 
Die aromatische, braungraue Borke löst sich schon früh in langen Streifen ab. Die Krone ist pyramidal. Die schuppenförmigen Blätter sind an alten Bäumen etwa 2 mm lang und an jungen Bäumen etwa 8 mm lang. 
Die Fujian-Zypresse ist einhäusig getrenntgeschlechtig (monözisch).
Die männlichen Zapfen sind oval bis zylindrisch und etwa 2,5 mm lang. Die weiblichen Zapfen sind fast kugelförmig haben erst einen Durchmesser von etwa 25 mm, sie haben je fünf bis acht Zapfen-Schuppen. Pro fertiler Zapfen-Schuppe entwickeln sich zwei geflügelte Samen, sie sind etwa 4 mm lang, die zwei Flügel sind sehr ungleich. 
Die Chromosomenzahl beträgt 2n = 22, selten 24.

## Verbreitung
Die Verbreitung der Fujian-Zypresse reicht von China bis Vietnam. In China sind es die östlichen Provinzen Zhejiang, Fujian, Guizhou, Yunnan. In Vietnam wachsen sie in den Provinzen Dac Lac, Gia Lai, Ha Bac, Ha Giang, Ha Tinh, Hoa Binh, Kon Tum, Lai Chau, Lam Dong, Lao Cai, Nghe An, Son La, Thanh Hoa, Tuyen Quang, Vinh Phu und Yen Bai. Es ist eine schattenintolerante Art. Sie wächst am besten in milden Klima mit reichlich Niederschlägen. Diese Bäume gedeihen in Vietnam in Höhenlagen oberhalb von 900 Meter.

## Nutzung
Das aromatische, leichte Holz würde früher zu Särgen verarbeitet. In manchen Gebieten wurde es beim Hausbau verwendet. Zur Herstellung von Möbeln und Kunstgegenständen hat man es auch benutzt.
Destillation, besonders von Wurzelholz, ergibt ein Öl, das in der Kosmetik und zur Herstellung von Arzneimitteln verwendet wird.